# Theodor Schütze
Alexander Theodor Schütze (obersorbisch Božidar Šěca; * 15. Januar 1900 in Rachlau bei Bautzen; † 16. April 1986 in Großpostwitz) war ein sorbisch-deutscher Heimatforscher, Lehrer, freischaffender Heimatschriftsteller, Botaniker und Leiter verschiedener Arbeitskreise.

## Leben
Sein Vater war der sorbische Naturforscher Karl Traugott Schütze (Korla Bohuwěr Šěca) und seine Mutter Anna Emilia geb. Albert.
Er hatte vier Geschwister: Johann Georg (* 1883), Anna Theresia (* 1886), Georg Marko (* 1888) und Peter Wladimir (* 1894).
Vor dem Zweiten Weltkrieg war er als Lehrer tätig. Nach 1945 war er Kreisdenkmalpfleger im Kreis Bautzen und inventarisierte sowie dokumentierte viele Bau- und Kunstdenkmäler im Kreis Bautzen. 1958 trat er dem naturwissenschaftlichen Arbeitskreis Oberlausitz bei und engagierte sich in Vereinen und Organisationen.
Geehrt wurde er für sein Werk mit der Johannes-R.-Becher-Medaille in Gold und 1968 mit der Leibniz-Medaille der Akademie der Wissenschaften der DDR.

## Werke (Auswahl)
- mit Max Militzer: Die Farn- und Blütenpflanzen im Kreise Bautzen (= Lětopis Instituta za serbski ludospyt, Sonderheft 1), Nowa Doba Verlag der Domowina, Bautzen 1953, DNB 458778133.
- als Redakteur: Bautzener Land. Heimatbuch des Kreises Bautzen. Herausgegeben vom Rat des Kreises Bautzen, Domowina, Bautzen 1959, OCLC 36698802 (deutsch und sorbisch).
- Herausgeber der Schriftenreihe „Das schöne Bautzener Land“:
  - H. 1: Windmühle Saritsch, 1954
  - H. 2: Burg Körse, 1954
  - H. 4: Dorf und Park Neschwitz, [1955], 1959 [2. Aufl.], 1960 [3. etwas veränderte Aufl.]
  - H. 5: Weberort Wehrsdorf, 1956, 1964 [2. Aufl.]
  - H. 6: Großdubra am Heiderand, 1957
  - H. 7: Sohland an der Spree, 1957
  - H. 8: Schirgiswalde, die kleine Stadt, 1959, 1972 [3. Aufl.]
  - H. 9: Landschaftsschutzgebiet Lausitzer Bergland, 1961
  - H. 10: Königswartha im Teichland, 1962
  - H. 11: Wilthen am Mönchswalder Berg, 1964
  - H. 12: Hochkirch vor dem Czorneboh, 1965
  - H. 13: Göda tausendjährig, 1966
- Werte der deutschen Heimat, Band 12: Um Bautzen und Schirgiswalde: Ergebnisse der heimatkundlichen Bestandsaufnahme im Gebiet von Bautzen und Schirgiswalde. Akademie-Verlag, Berlin 1967, DNB 458896993, OCLC 4421022.
- Werte unserer Heimat, Band 24: Zwischen Stromberg, Czorneboh und Kottmar, Ergebnisse d. heimatkundl. Bestandsaufnahme in den Gebieten von Hochkirch und Ebersbach. Akademie-Verlag, Berlin 1974, DNB 750076615.